# Суэйнс
Суэ́йнс (англ. Swains Island) — удалённый атолл в архипелаге Токелау. Административно входит в состав Американского Самоа, являясь самым северным островом страны. Культурно и исторически является частью Токелау, административно и политически — под управлением Американского Самоа. Альтернативные названия — Олосега, Олохега, Кирос, Дженнингс. Находится примерно в 160 км к югу от острова Факаофо (Токелау) и в 320 км к северу от Тутуила — центрального острова Американского Самоа. Сообщение с островом весьма ограничено как из-за большого удаления, так и по причине отсутствия удобного причала для лодок, отчего в бурную погоду к острову нельзя пристать.

## География

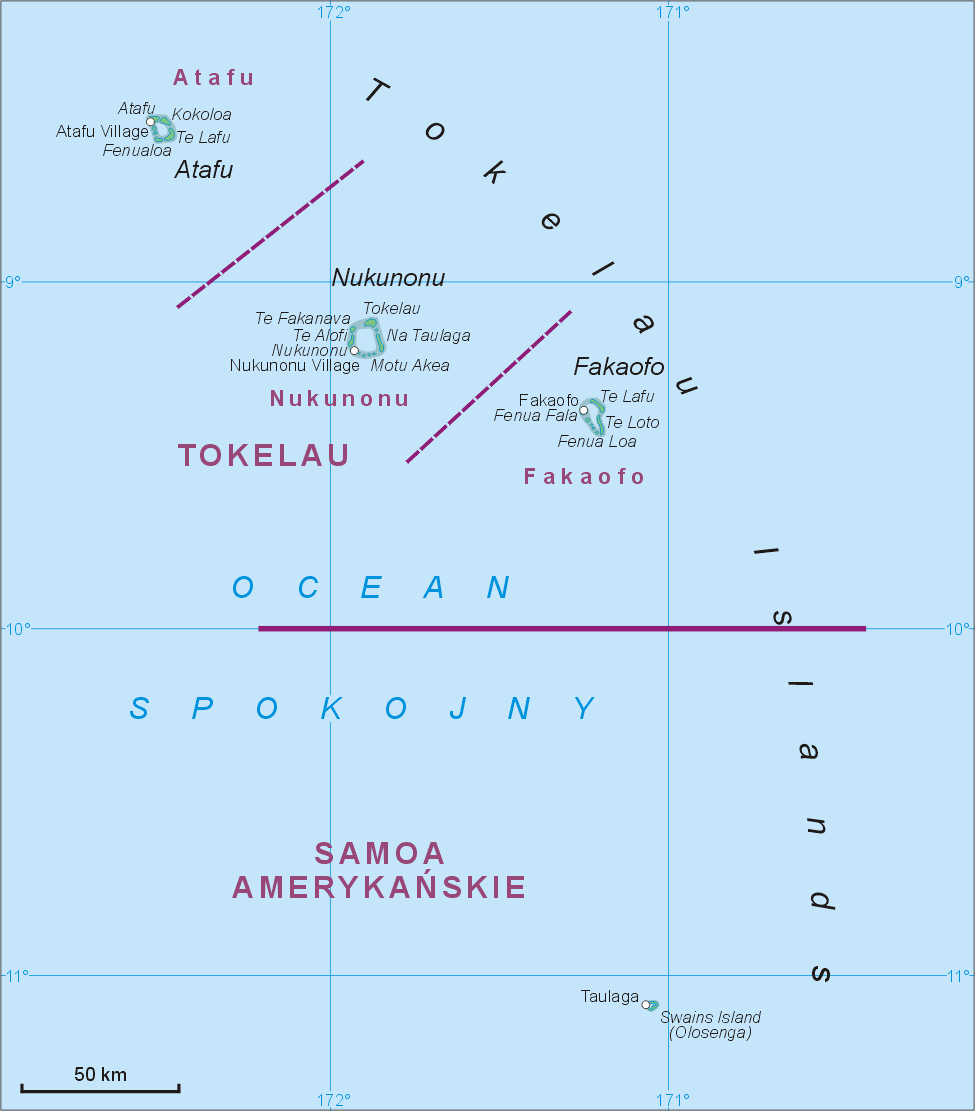
Атолл Суэйнис и три атолла архипелага Токелау

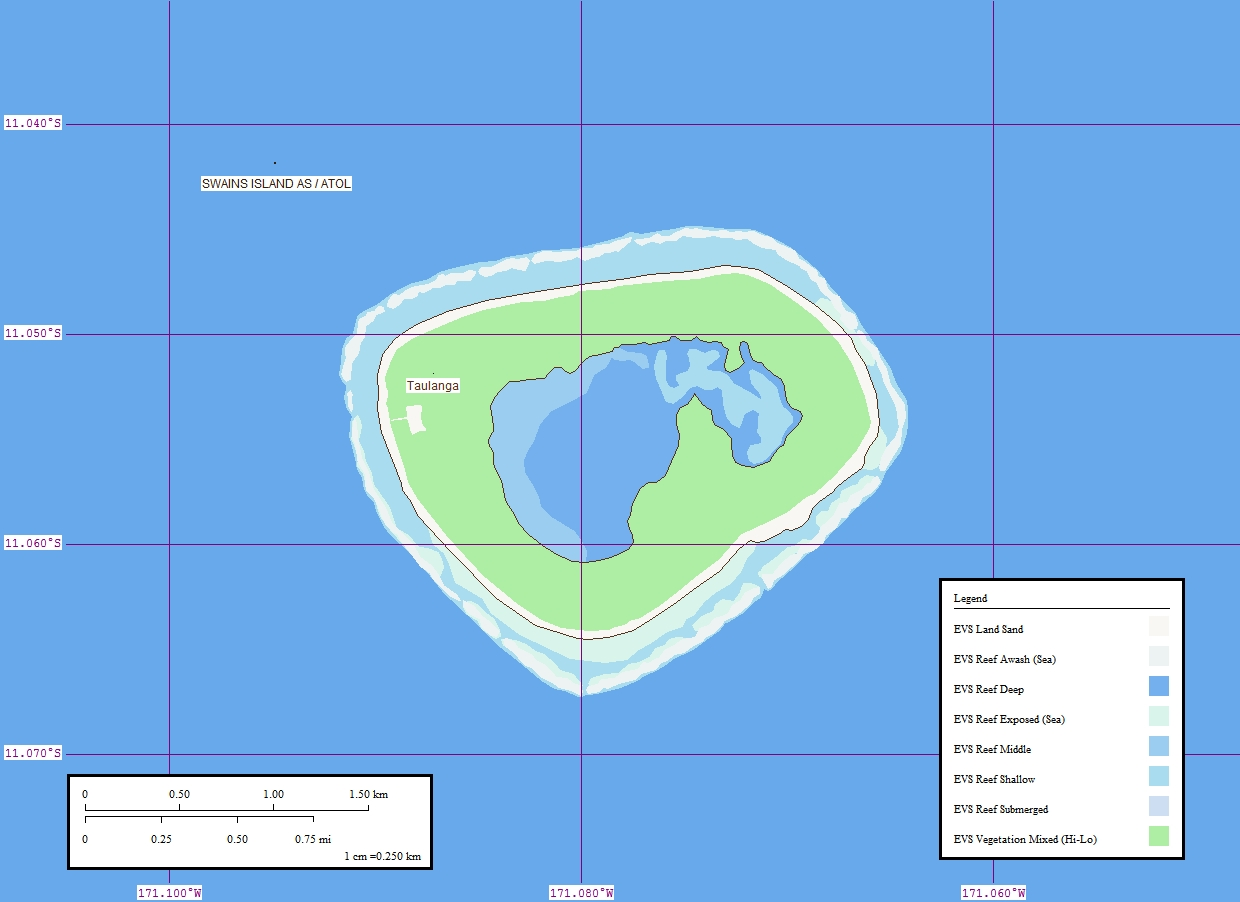
Карта острова

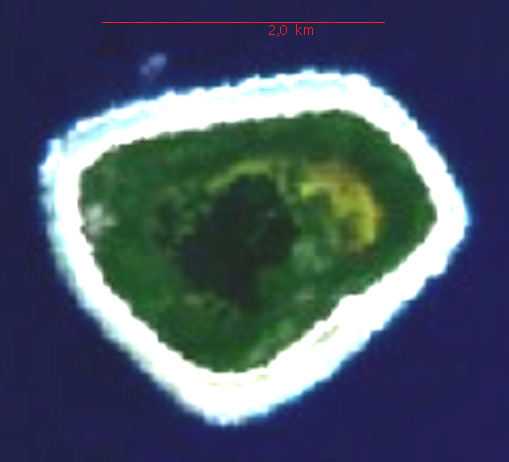
Космический снимок Суэйнса

Общая площадь острова составляет 1,865 км², при этом площадь суши — 1,508 км². Лагуна в центре Суэйнса занимает площадь 0,358 км².
Атолл представляет собой кольцо суши, окружающее лагуну в центре с небольшим островком, которая полностью изолирована от вод Тихого океана. Вода в лагуне пресная и лишь слегка солоноватая.

## История
Остров был открыт 2 марта 1606 года испанским мореплавателем родом из Португалии Педро Фернандесом Киросом, который назвал его исп. Isla de la Gente Hermosa, что переводится как «Остров красивых людей».
Позднее на Суэйнсе побывала группа воинов острова Факаофо. Мужское население атолла или бежало, или было убито чужеземцами, а женщин забрали на Факаофо. Колонисты с Факаофо пытались укрепиться на острове, но их сразила эпидемия, и остров стал практически необитаемым.
В 1841 году мимо острова проплыл американский корабль «Peacock», команда которого назвала атолл «Островом Суйэнс» в честь китобоя, который первым заметил остров.
В 1856 году американец Эли Хатчинсон Дженнингс (англ. Eli Hutchinson Jennings) основал на Суэйнсе вместе со своей самоанской женой по имени Малиа поселение. 13 октября 1856 года остров стал полуавтономной собственностью Дженнингса (правда, при этом являясь территорией США).
Дженнингс создал на Суэйнсе плантацию кокосовых пальм, которая достигла расцвета при его сыне. В 1907 году резидент-комиссар британской колонии Острова Гилберта и Эллис объявил остров территорией Британии, потребовав у Дженнингса выплаты налога в размере 85 долларов США. Владелец острова выплатил эту сумму, правда, правительство США впоследствии возместило её. Позже британское правительство признало Суэйнс владением США.
После смерти сына Дженнингса в 1920 году и его жены в 1921 году возник вопрос о том, кому принадлежит остров. Правительство США решило передать право управления Суэйнсом дочери и сыну младшего Дженнингса. А 4 марта 1925 года остров официально стал частью Американского Самоа. Однако собственниками земли остались потомки Дженнингса. Численность населения Суэйнса в то время составляла около 100 человек.
В 1953 году работники плантации, выходцы из Токелау, предъявили свои права на землю. В ответ на это Александр Дженнингс выселил с острова 56 рабочих и их семьи. События вызвали обеспокоенность губернатора Американского Самоа, который признал права Дженнингса на землю, однако ввёл на Суэйнсе институт трудового договора и учредил местное правительство, которое должно было защищать права рабочих. Островитянам также гарантировалось представительство в территориальном законодательном органе.
25 марта 1981 года Новая Зеландия (Токелау — несамоуправляющаяся территория этой страны) признала суверенитет США над островом Суэйнс. США при этом отказались от территориальных претензий на другие острова Токелау. Однако токелаунцы до сих пор предъявляют свои претензии на остров.

## Население
В 2010 году численность населения Суэйнса составляла 17 человек, которые проживают в деревне Таулага (Талауга) в западной части острова. В поселении есть церковь, школа. В прошлом в юго-восточной части Суэйнса находилась деревня Этена (резиденция Дженнингса), которая в настоящее время заброшена.
Жители в основном разговаривают на языке токелау, хотя широко распространён английский.